# Makrama
Makrama – znana od starożytności sztuka wiązania sznurków za pomocą samych dłoni, bez użycia igieł, drutów lub szydełka. W dzisiejszych czasach uznawana za jedną z form rękodzieła.

## Historia makramy

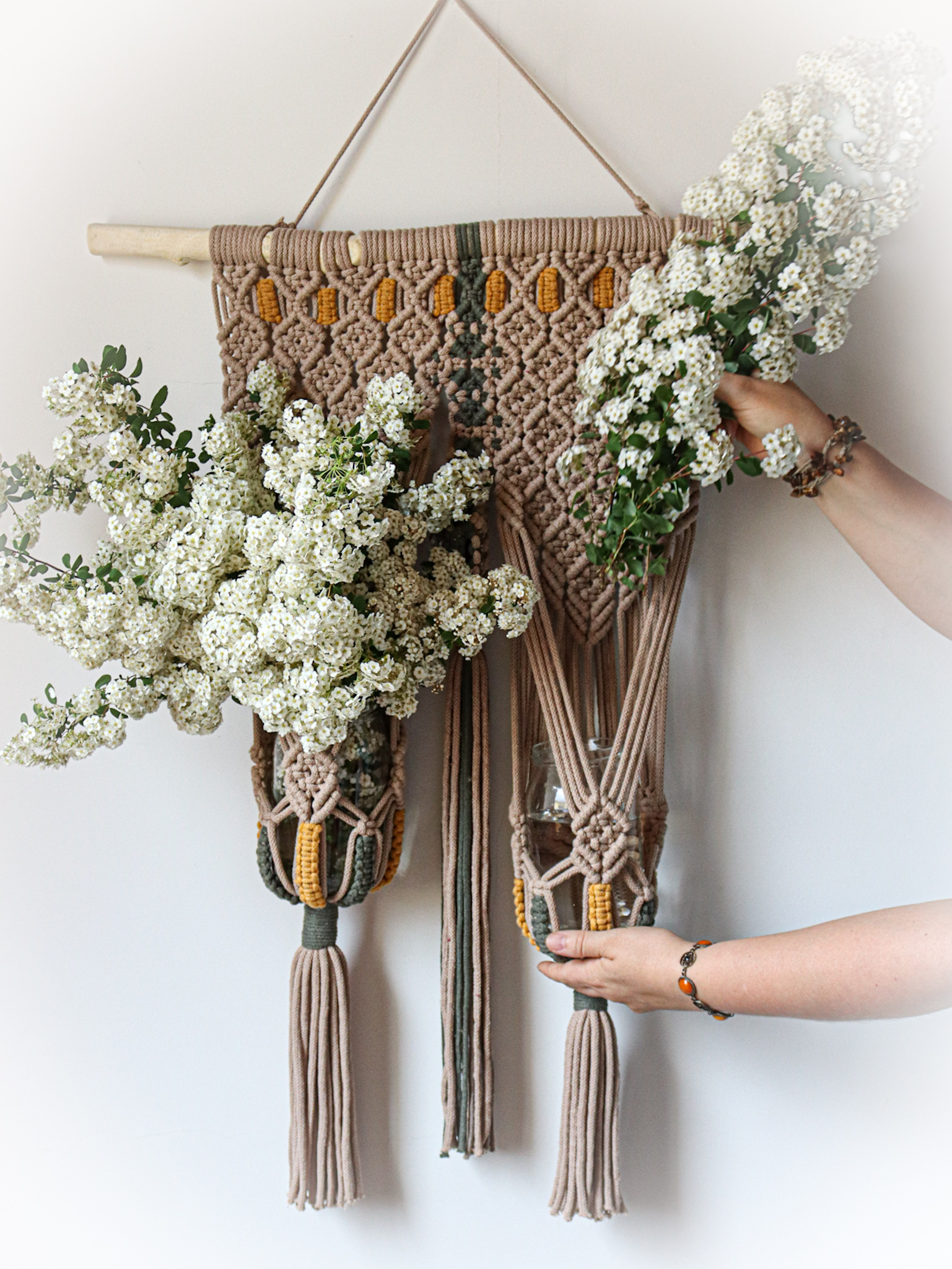
Kwietnik zapleciony techniką makramy

Technika wiązania sznurków przedostała się do Europy z Bliskiego Wschodu, a dokładniej ze starożytnej Asyrii i Babilonii. Samo słowo makrama pochodzi z języka arabskiego, w którym oznacza frędzle, wiązaną lub inną ozdobę wykonaną sposobem wiązania.
W średniowieczu stosowano ją głównie do ozdoby królewskich szat, w późniejszych wiekach wykonywano również pokrycia na łoża, sofy, fotele, a wraz z rewolucją przemysłową i rozwojem maszyn dziewiarskich sztuka makramy (podobnie jak i innych technik zdobnictwa rękodzielniczego) odeszła na pewien czas w zapomnienie, by ponownie zyskać popularność w latach 70. XX w.
Współcześnie sztuka makramy przeżywa swój prawdziwy renesans. Sięgają po nią osoby ceniące unikatowość oraz oryginalność, które za pomocą rękodzieła (w tym makramy) lubią podkreślać charakter oraz indywidualizm siebie oraz swoich wnętrz.

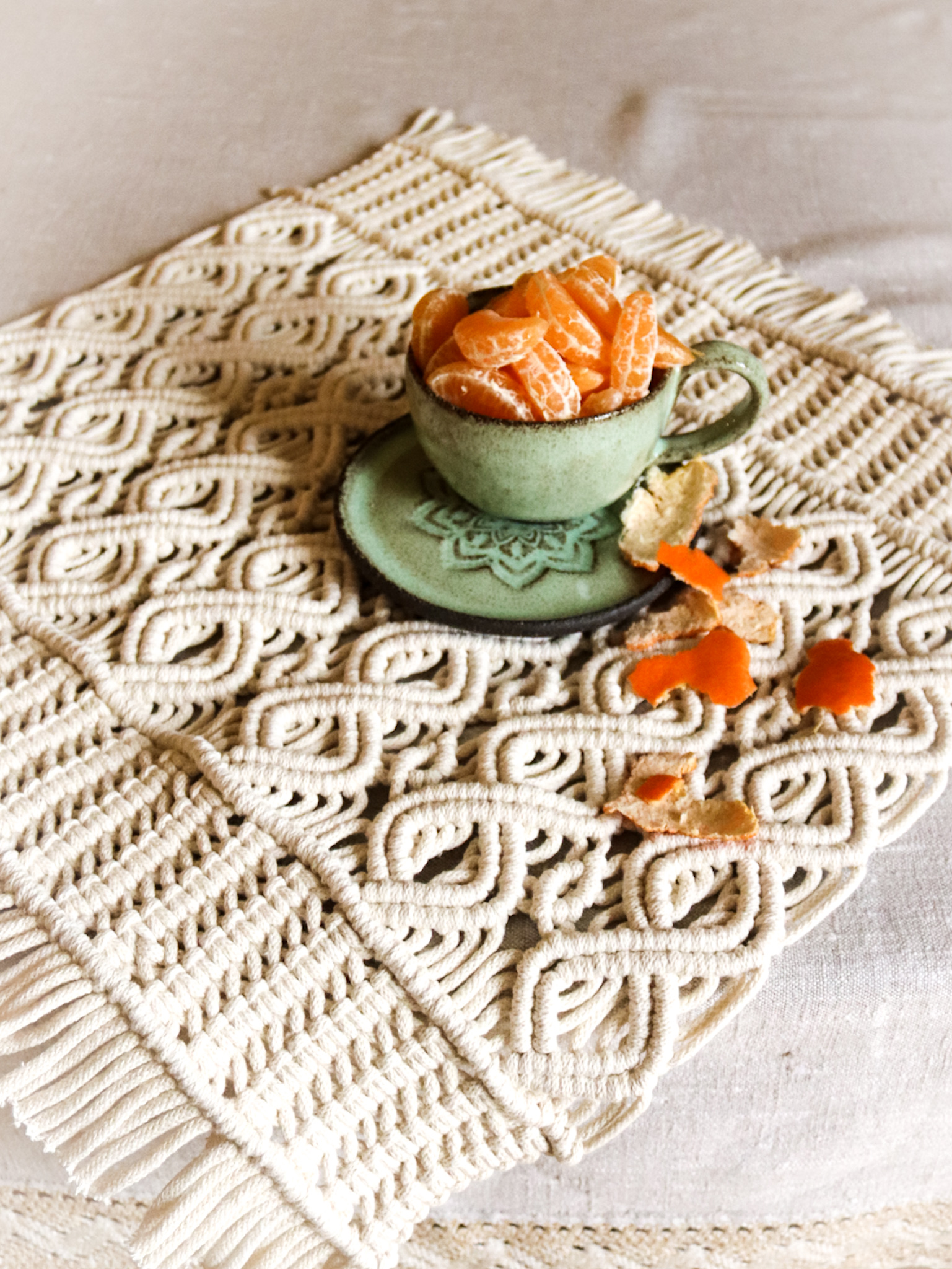
Serweta zapleciona techniką makramy

## Technika plecenia
Do wyrobu przedmiotów za pomocą techniki makramy używa się sznurków skręcanych (pojedynczo lub potrójnie) lub plecionych, wykonanych z bawełny, poliestru lub juty.
Technika makramy opiera się na stosowaniu dwóch podstawowych rodzajów węzłów, które następnie łączy się w różnych kolejnościach i konfiguracjach. W ten sposób powstają rozmaite wzory. Dwa podstawowe węzły używane w makramie to:
- węzeł płaski (inaczej tkacki)
- węzeł żebrowy

## Zastosowanie makramy
Stosując makramę wyplatać można wiele dodatków do stylizacji strojów i pomieszczeń, poczynając od biżuterii (bransoletki, kolczyki), poprzez artykuły do wystroju wnętrz (np. kwietniki, lampiony, ozdobne poduszki, abażury, ramy luster, serwety czy wazony), elementy garderoby i dodatki do niej (np. topy, spódnice, paski, torby i plecaki) po dekoracje naścienne (łapacze snów, makatki) i ozdoby świąteczne (zawieszki choinkowe czy wielkanocne koszyczki).
Makramowe dodatki najchętniej wykorzystywane są we wnętrzach oraz stylizacjach utrzymanych w popularnym stylu boho, który bardzo chętnie sięga po różnego rodzaju makramy, kilimy i makatki, a także uwielbia naturalne materiały, różnorodne wzory i faktury.

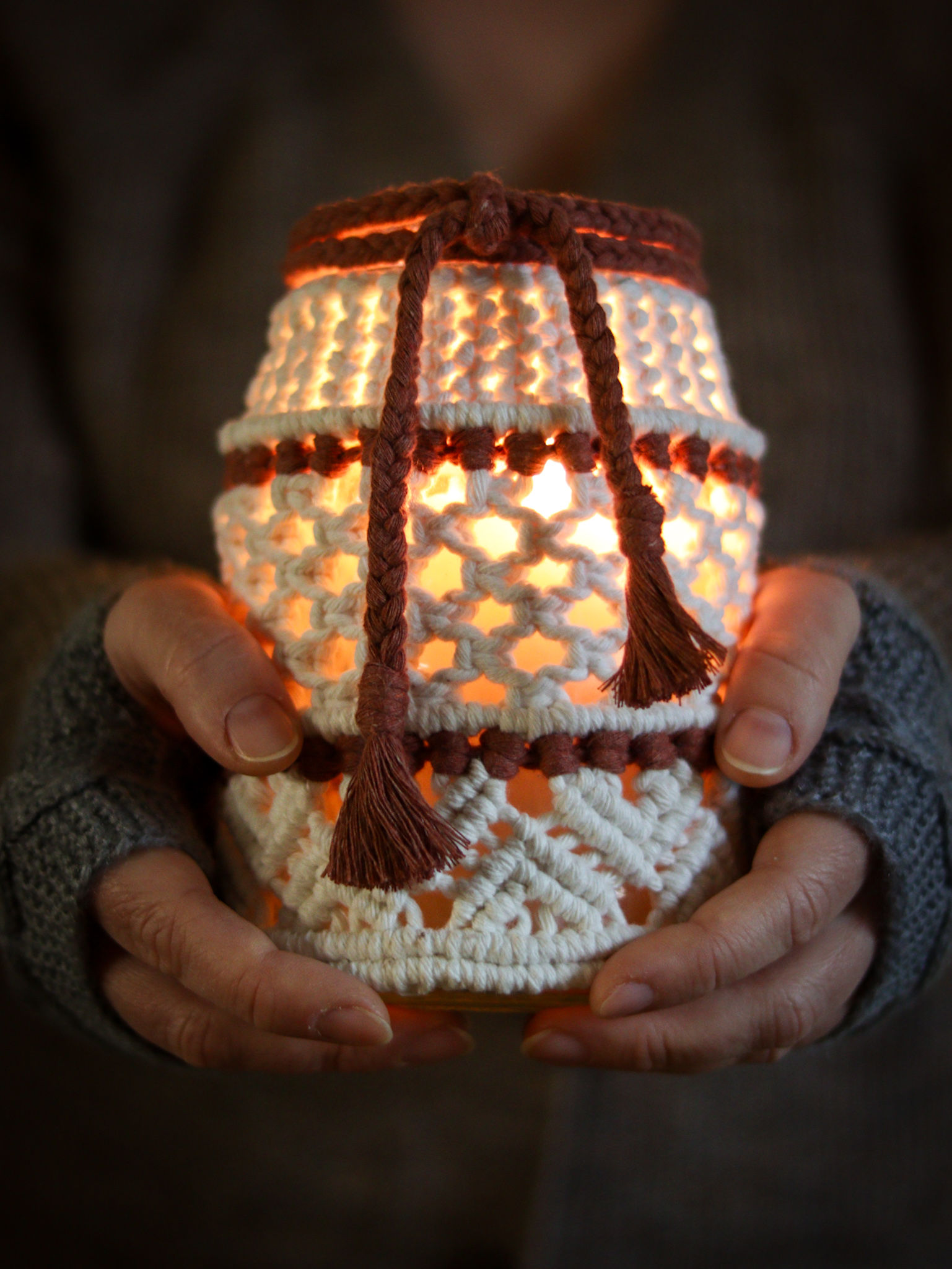
Dekoracyjny lampion z makramy

Makramę odnaleźć można także we współczesnym stylu rustykalnym, który uwielbia różne ciekawe i klimatyczne dekoracje. Ważną rolę odgrywa w nich sztuka ludowa, pamiątki oraz właśnie rękodzieło. Makrama pojawić się także może we wnętrzach oraz stylizacjach utrzymanych w stylach vintage, etno lub skandynawskim (choć nie jest to oczywiście najbardziej typowa dla nich dekoracja). Vintage kocha przedmioty i dodatki z duszą, a etno – lokalne rzemiosło z różnych stron świata, którym może być makrama. W stylu skandynawskim nowoczesny design wzbogacają miękkie dodatki, które przełamują minimalizm i prostotę.
Ale makrama pasuje nie tylko do wnętrz urządzonych w konkretnych, modnych stylach. Jako mieszkaniowa dekoracja jest uniwersalna i pasuje do każdego domowego pomieszczenia, do którego wprowadza ciepły i przytulny klimat.